# Pablo Brichta
Pablo Brichta (Buenos Aires; 30 de diciembre de 1949 - Villa de Merlo; 8 de junio de 2016) fue un primer actor argentino de cine, teatro y televisión. Desarrolló su carrera artística desde el año 1969, participando en diversas obras de teatro, grabaciones cinematográficas y tiras televisivas. Cursó sus estudios secundarios en Buenos Aires, graduándose con el título de técnico químico. Un año más tarde decidió volcarse de lleno a la actuación profesional e interpretó en ella variados personajes. Sus actuaciones teatrales más recordadas fueron en las obras El Plauto, El fercho, Te digo más, De cirujas, putas y suicidas, Rosa Fontana Peinados y Tratala con cariño. También tuvo destacadas participaciones en tiras televisivas como El teatro de Irma Roy, La viuda blanca, Mi nombre es coraje, Apasionada, Archivo negro,Los simuladores,hermanos y detectives y El Puntero. 
Vivió en la localidad de Villa de Merlo, Provincia de San Luis y en la última etapa de su carrera, participó con frecuencia en tiras televisivas producidas por Pol-ka Producciones para el Canal Trece, habiendo participado en Para vestir santos (2010), El puntero (2011), Lobo (2012) y Noche & día (2014/2015).
Brichta falleció el 8 de junio de 2016, a los 66 años de edad, tras sufrir una breve enfermedad.

## Filmografía
Participó en las siguientes películas:
| Película                            | Año de estreno      | Personaje              |
| ----------------------------------- | ------------------- | ---------------------- |
| Los miedos                          | 1980                |                        |
| De la misteriosa Buenos Aires       | 1981                |                        |
| El desquite                         | 1983                | Tommy                  |
| Los tigres de la memoria            | 1984                |                        |
| En retirada                         | 1984                | Fotógrafo              |
| Los amores de Laurita               | 1986                |                        |
| Con la misma bronca                 | 1987                |                        |
| Últimas imágenes del naufragio      | 1989                | José                   |
| La garganta del diablo              | 1991 (interrumpida) |                        |
| El lado oscuro del corazón          | 1992                | Novio (Actor invitado) |
| Veredicto final                     | 1996                |                        |
| El paseo de Maltecci (cortometraje) | 1997                |                        |
| El amor y el espanto                | 2000                |                        |
| Taxi, un encuentro                  | 2000                | Pasajero carnicero     |
| Chicha tu madre                     | 2006                | Fabián                 |
| Francisco: El padre Jorge           | 2015-2016           | Massera                |

## Televisión
Trabajó en los siguientes programas de televisión:
- 2014-2015 Noche & día.
- 2014 El legado.
- 2012 Lobo.
- 2011 El puntero.
- 2010 Para vestir santos
- 2006 Hermanos y detectives.Telefe
- 2004  Frecuencia 04
- 2002 Tiempo final.
- 2002 Los simuladores.Telefe
- 2002 Infieles.
- 2001 Los médicos de hoy 2.canal 13
- 1998 La condena de Gabriel Doyle.
- 1997 Archivo Negro.
- 1997. Naranja y Media.Telefe
- 1997 Ricos y famosos.canal 9
- 1995 Poliladron.Canal 13
- 1994 Mas alla del horizonte.
- 1993 Apasionada.
- 1992 El Precio Del Poder. Canal 9
- 1992 Desde adentro.
- 1991 Cosecharás tu siembra.
- 1991 Estaré esperando.
- 1990 Atreverse. Telefe
- 1989 Hombres de ley.
- 1988 Mi nombre es coraje.
- 1987 Tiempo cumplido.
- 1987 Tu mundo y el mío.
- 1986 La viuda blanca. Maria de nadie .
- 1983 El teatro de Irma Roy.

| Año | Título | Personaje | Canal |
| --- | ------ | --------- | ----- |

## Teatro
Algunas de las obras de teatro en las que participó fueron:
- Juan Moreira.
- El luto le sienta a Electra.
- Buenas noches, muchas gracias.
- Tratala con cariño.
- Rosa Fontana Peinados.
- De cirujas, putas y suicidas.
- Te Digo Más...
- El fercho.
- El Plauto.